# Cevenes
Les Cevenes (Cevenas en occità; Cévennes en francès) és una serralada de muntanyes a Occitània, França, formada per l’aixecament del costat sud-est del Massís Central i oberta cap a la vall inferior del Roine i la plana del Llenguadoc pel sud, que dibuixa un arc de 480 km de llargada. que són part del Massís Central, a cavall entre els departaments francesos de la Losera i de Gard.
Una part del territori constitueix el Parc Nacional de les Cevenes, el més gran en àrea de tota la França continental, creat el 1970. El punt més alt és el pic de Finiels a 1.699 metres (al mont Losera).
Segons la proposta del diari Jornalet de divisió administrativa d'Occitània, basada en l'obra de Frederic Zégierman Le Guide des pays de France, les Cevenes  estarien repartides en tres Parçans o «comarques» d'Occitània, a la regió històrica del Llenguadoc:
- a la subregió del Baix Llenguadoc: la Cevena Llenguadociana

- a la subregió de Gavaldà: la Cevena Gavaldanesa.
- a la subregió del Vivarès: la Cevena Vivaresa.

## Geografia

### Situació

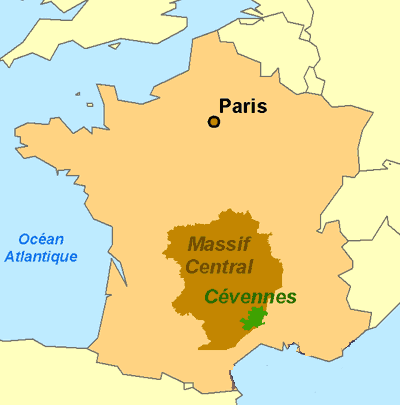
Les Cevenes al mapa de França

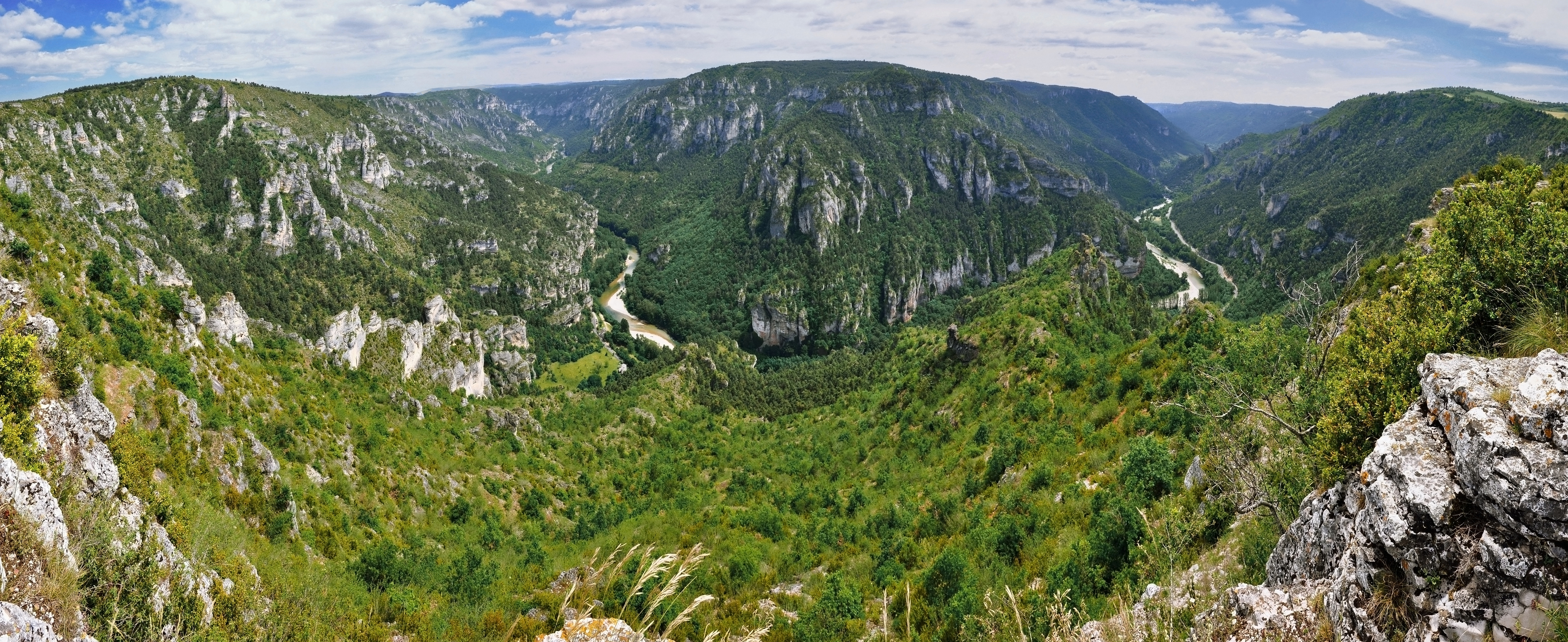
Paisatge a les Cevenes

Originalment, el terme geogràfic Cevenes es feia servir per designar tot el costat sud-oest, sud, sud-est i est del Massís central. Actualment, en sentit estricte, la regió de les Cevenes està constituïda essencialment de massissos esquistosos i granítics des del mont Losera al nord i el mont Augal al sud-oest.

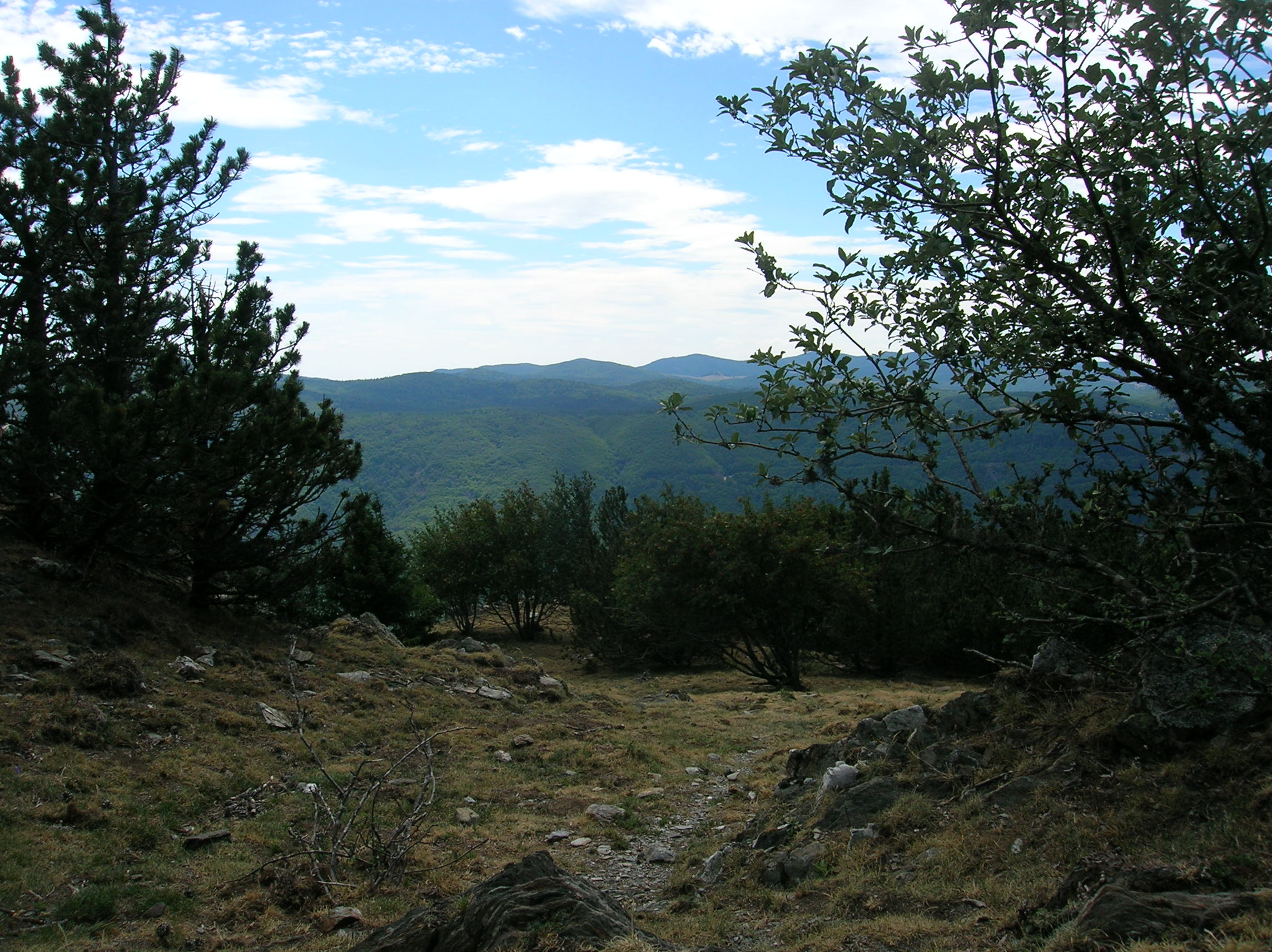
Les Cevenes des del mont Augal

La regió constitueix un marc territorial tant en l'àmbit socioeconòmic com ecoclimàtic. També, a nivell biogeogràfic, la caracteritza el fort gradient altitudinal.
Les principals poblacions de la regió són: Alès, Le Vigan, Valleraugue, Ganges, Saint-Hippolyte-du-Fort, Sauve, Lasalle, Saint-André-de-Valborgne, Saint-Jean-du-Gard, Anduze, Florac, Saint-Germain-de-Calberte, le Pont-de-Montvert, Vilafòrt, Génolhac, Bessèges, Saint-Ambroix, Les Vans.

### Geologia
El massís de les Cevenes està constituït per una geologia diversa:
- Paleozoic en els terrenys més antics:
  - Esquists
  - Terrenys carbonífers aïllats de poca extensió (hi ha mines de carbó)
  - Els granits, més resistents a l'erosió, en els cims com: mont Augal i mont Losera de 300 milions d'anys d'antiguitat
- Mesozoic que recobreixen els contraforts dels massissos esquistosos i granítics:
  - Roques calcàries, dolomites i gres

Al sud hi ha la molt coneguda falla de les Cevenes.

### Clima
Es tracta d'un clima mediterrani que progressivament passa a ser un clima de muntanya, a mesura que es puja en altitud. A la tardor hi ha fortes precipitacions i, en canvi, hi ha una sequedat estiuenca notable. A Alès hi ha una pluviometria anual d'uns 1.000 litres mentre que al cim del mont Augal o als contraforts del mont Losera, que només es troben a uns 30 km d'Arlès, s'arriba als 2.000 litres. De vegades la pluja és molt intensa, principalment per la trobada de l'aire fred de l'Atlàntic amb l'humit i calent del Mediterrani que ascendeix per la serralada. A l'hivern pot caure un metre de neu en 24 hores. Hi ha hagut inundacions amb víctimes entre altres els anys 1890, 1907, 1958 i 2002.

### Fauna i flora
És un antic territori de caça que actualment està estrictament regulada. A més de les espècies comunes en la conca del Mediterrani hi ha muflons.
Són famosos els castanyers de les Cevenes. A menor altitud hi ha alzinars i maquis. S'hi cultiven vinyes i oliveres. A la localitat de Cazebonne hi ha un arboretum dedicat a la introducció d'espècies exòtiques d'arbres entre ells Araucaria.

## Història
La rebel·lió contra Lluís XIV dels camisards (hugonots de les Cevenes) és l'episodi històric més cèlebre ocorregut a les Cevenes.
L'autor escocès Robert Louis Stevenson, que va viure a França entre 1874 i 1879, va emprendre un viatge a peu per les Cevenes. Aquest viatge va ser la llavor d'un llibre, Viatge a peu i amb un ase a les Cevenes (1878). (L'obra avui és de domini públic.)